# Jean-Daniel Akpa-Akpro
Jean-Daniel Akpa-Akpro, né le 11 octobre 1992 à Toulouse, est un footballeur international ivoirien qui évolue au poste de milieu central ou latéral droit à l'AC Monza, en prêt de la Lazio Rome.

## Biographie
Jean-Daniel Akpa-Akpro intègre le groupe professionnel lors de la saison 2010-2011 mais il effectue sa première rencontre en Ligue 1. Au début de la saison suivante, à l'âge de 18 ans : il rentre en fin de match lors de la rencontre AC Ajaccio - Toulouse FC le 6 août 2011 (77e minute de jeu) à la place de Cheikh M'Bengue, au poste d'arrière gauche. 
Il voit sa première titularisation (et sa première défaite) à la fin du même mois lors du match Toulouse FC - Paris SG du 28 août 2011.
Le 31 octobre 2011, il est sélectionné en équipe de France des moins de 20 ans.
Le 15 mars 2013, il est sélectionné  en équipe de Côte d'Ivoire par le sélectionneur Sabri Lamouchi pour participer aux éliminatoires de la Coupe du monde 2014.
Lors de la 31e journée de la saison 2014-2015 Jean-Daniel Akpa-Akpro est nommé capitaine par le nouvel entraineur, Dominique Arribagé. Il conserve le brassard jusqu'à la fin de la saison puis l'entraineur lui renouvelle sa confiance pour la saison 2015-2016.
À l'issue de la saison 2016-2017, Jean-Daniel Akpa-Akpro arrive en fin de contrat au Toulouse FC, et n'est pas prolongé. Il quitte donc les Violets après huit ans passés au club.
Il retrouve un club en février 2018, et signe un contrat de cinq mois, plus trois ans en option, avec le club italien de la Salernitana.
Auteur de deux bonnes saisons en Serie B, il est recruté par la Lazio Rome contre 3 millions d'euros et débute le 26 septembre 2020 à l'occasion d'une victoire sur le terrain de Cagliari (victoire 2-0). Il dispute son premier match de Ligue de Champions le 20 octobre suivant en entrant en jeu à la place de Milinković-Savić à la 67e minute d'un match contre le Borussia Dortmund et marque le but scellant la victoire 3-1 de son équipe neuf minutes plus tard.
Le 2 janvier 2025, il a rejoint Monza en prêt de la Lazio, jusqu'au 30 juin 2025.

## Style de jeu
Jean-Daniel préfère jouer milieu droit ou milieu défensif central. Cependant, en raison de la concurrence interne au milieu de terrain, de 2011 à 2013 son entraineur Alain Casanova le fait jouer au poste d'arrière latéral, que ce soit à droite ou à gauche.
Lors de la saison 2013-2014, avec un dispositif tactique en 3-5-2, il trouve une position moins défensive, parfois même offensive, que son entraineur Alain Casanova qualifie de « piston ». Néanmoins, à la suite du départ l'été précédent de Cheikh M'Bengue, il continue de joueur à gauche malgré sa préférence pour le côté droit.
À la fin de la saison 2014-2015 avec le remplacement d'Alain Casanova par Dominique Arribagé le schéma de jeu change en un 4-4-2 dans lequel Jean-Daniel Akpa-Akpro évolue au milieu de terrain, tantôt sur le côté droit tantôt sur le côté gauche.
Cette tendance se confirme lors de son passage à l'US Salernitana puis se poursuit à la Lazio Rome où Simone Inzaghi, l'entraîneur de l'équipe, le fait jouer au milieu de terrain en complémentarité avec Milinkovic-Savic ou Luis Alberto.

## Vie privée
Benjamin d'une fratrie de footballeur, Jean-Daniel a deux grands frères également footballeurs professionnels et également formés à Toulouse, dont Jean-Louis Akpa-Akpro.

## Sélection
Depuis mars 2013 Jean-Daniel a rejoint la sélection ivoirienne, et participe à toutes les rencontres, mais il n'est entré en jeu qu'en amical de préparation à la coupe du monde en juin 2014.

## Statistiques
| Saison                | Club                  | Championnat           | Championnat | Championnat | Championnat | Coupe nationale | Coupe nationale | Coupe nationale | Coupe de la Ligue | Coupe de la Ligue | Coupe de la Ligue | Compétition(s) continentale(s) | Compétition(s) continentale(s) | Compétition(s) continentale(s) | Compétition(s) continentale(s) | Côte d'Ivoire | Côte d'Ivoire | Côte d'Ivoire | Total | Total | Total |
| Saison                | Club                  | Division              | M.          | B.          | P.d.        | M.              | B.              | P.d.            | M.                | B.                | P.d.              | Comp.                          | M.                             | B.                             | P.d.                           | M.            | B.            | P.d.          | M.    | B.    | P.d.  |
| 2011-2012             | Toulouse FC           | Ligue 1               | 13          | 0           | 0           | 0               | 0               | 0               | 1                 | 0                 | 0                 | -                              | -                              | -                              | -                              | -             | -             | -             | 14    | 0     | 0     |
| 2012-2013             | Toulouse FC           | Ligue 1               | 19          | 1           | 0           | 2               | 0               | 0               | 1                 | 0                 | 0                 | -                              | -                              | -                              | -                              | -             | -             | -             | 22    | 1     | 0     |
| 2013-2014             | Toulouse FC           | Ligue 1               | 22          | 1           | 2           | 2               | 0               | 0               | 1                 | 0                 | 0                 | -                              | -                              | -                              | -                              | 1             | 0             | 0             | 26    | 1     | 2     |
| 2014-2015             | Toulouse FC           | Ligue 1               | 32          | 2           | 3           | 0               | 0               | 0               | 1                 | 1                 | 0                 | -                              | -                              | -                              | -                              | 6             | 0             | 0             | 39    | 3     | 3     |
| 2015-2016             | Toulouse FC           | Ligue 1               | 33          | 1           | 4           | 1               | 0               | 0               | 2                 | 0                 | 2                 | -                              | -                              | -                              | -                              | 4             | 0             | 0             | 40    | 1     | 6     |
| 2016-2017             | Toulouse FC           | Ligue 1               | 2           | 0           | 0           | 0               | 0               | 0               | 0                 | 0                 | 0                 | -                              | -                              | -                              | -                              | -             | -             | -             | 2     | 0     | 0     |
| Sous-total            | Sous-total            | Sous-total            | 121         | 5           | 9           | 5               | 0               | 0               | 6                 | 1                 | 2                 | -                              | -                              | -                              | -                              | 11            | 0             | 0             | 143   | 6     | 11    |
| 2017-2018             | US Salernitana        | Serie B               | 5           | 0           | 0           | 0               | 0               | 0               | -                 | -                 | -                 | -                              | -                              | -                              | -                              | -             | -             | -             | 5     | 0     | 0     |
| 2018-2019             | US Salernitana        | Serie B               | 23          | 0           | 2           | 0               | 0               | 0               | -                 | -                 | -                 | -                              | -                              | -                              | -                              | -             | -             | -             | 23    | 0     | 2     |
| 2019-2020             | US Salernitana        | Serie B               | 31          | 2           | 3           | 2               | 0               | 0               | -                 | -                 | -                 | -                              | -                              | -                              | -                              | -             | -             | -             | 33    | 2     | 3     |
| Sous-total            | Sous-total            | Sous-total            | 59          | 2           | 5           | 2               | 0               | 0               | -                 | -                 | -                 | -                              | -                              | -                              | -                              | -             | -             | -             | 61    | 2     | 5     |
| 2020-2021             | Lazio Rome            | Serie A               | 30          | 0           | 1           | 2               | 0               | 0               | -                 | -                 | -                 | C1                             | 8                              | 1                              | 0                              | 4             | 0             | 0             | 44    | 1     | 1     |
| 2021-2022             | Lazio Rome            | Serie A               | 10          | 0           | 0           | -               | -               | -               | -                 | -                 | -                 | C3                             | 3                              | 0                              | 0                              | -             | -             | -             | 13    | 0     | 0     |
| Sous-total            | Sous-total            | Sous-total            | 40          | 0           | 1           | 2               | 0               | 0               | -                 | -                 | -                 | -                              | 11                             | 1                              | 0                              | 4             | 0             | 0             | 57    | 1     | 1     |
| Total sur la carrière | Total sur la carrière | Total sur la carrière | 220         | 7           | 15          | 9               | 0               | 0               | 6                 | 1                 | 2                 | -                              | 11                             | 1                              | 0                              | 15            | 0             | 0             | 261   | 9     | 17    |